# Zehengelenk

Schema der Fußknochen des Menschen

Als Zehengelenke bezeichnet man die Gelenke, an denen die Zehenknochen beteiligt sind. Säugetiere haben an jeder vollständig entwickelten Zehe drei Zehengelenke, die Großzehe des Menschen besitzt zwei Zehengelenke.
Die Zehengelenke werden in das Zehengrundgelenk (Articulationes metatarsophalangeae) zwischen den Köpfchen der Mittelfußknochen (Caput ossis metatarsi) und der jeweiligen Basis des ersten Gliedes der Zehenknochen (Basis phalangis proximalis) sowie die Interphalangealgelenke (Articulationes interphalangeae pedis) untergliedert. Das Zehengrundgelenk wird bei Huftieren Fesselgelenk, das obere Zwischenzehengelenk Krongelenk und das untere Hufgelenk genannt.

## Interphalangealgelenke
Die voll ausgebildeten Zehen besitzen ein Zehenmittel- (proximales Interphalangealgelenk, PIP) und ein Zehenendgelenk (distales Interphalangealgelenk, DIP). An der Großzehe des Menschen fehlt – wie auch das mittlere Zehenglied – das Zehenmittelgelenk, an der kleinen Zehe sind die Knochen des Zehenendgelenks meist knöchern verschmolzen (Synostose).
Die Gelenke bestehen jeweils aus einem als Trochlea („Gelenkrolle“) bezeichneten Gelenkkopf, der vom Kopf des (Caput phalangis) des Zehengliedknochens (Basis phalangis) gebildet wird, und einer Gelenkpfanne, die von der Basis des Zehengliedknochens (Basis phalangis) gebildet wird. Nach der Form der Gelenkflächen handelt es sich um ein Scharniergelenk. An beiden Seiten wird jedes Zehengelenk von einem Kollateralband (Seitenband) stabilisiert, am Fußrücken werden sie von der Dorsalaponeurose bedeckt. Die straffen Seitenbänder schränken den Bewegungsumfang der Zehengelenke stark ein. Die Mittelgelenke können eine Plantarflexion von bis zu 35° vollziehen. In den Zehenendgelenken ist auch eine Dorsalflexion bis 30° möglich.

## Fehlstellungen der Interphalangealgelenke
Beim Menschen:
- Hammerzehe
- Krallenzehe

Bei Tieren:
- Überköten